# Threni
Threni: id est Lamentationes Jeremiae Prophetae (comunemente indicato come Threni) è una composizione di Igor' Fëdorovič Stravinskij del 1958 per soli, coro misto e orchestra. Questo lavoro, scritto in forma di cantata, è il primo interamente dodecafonico nella produzione stravinskiana ed è raramente eseguito a causa dell'estrema difficoltà di esecuzione delle parti vocali.

## Storia
Commissionata dal Norddeutscher Rundfunk di Amburgo, la Cantata fu scritta fra l'estate del 1957 e la primavera del 1958 e terminata il 21 marzo 1958. La prima esecuzione avvenne il 23 settembre 1958 a Venezia nella Sala della Scuola Grande di San Rocco in occasione del XXI Festival internazionale di Musica Contemporanea ed inserita in un concerto commemorativo per Alessandro Piovesan per lungo tempo direttore del Festival. La direzione fu dello stesso Stravinskij con il Coro e l'orchestra della NDR. La seconda esecuzione avvenuta a Parigi il 14 novembre fu un vero disastro per l'inadeguatezza degli interpreti. Threni è un'opera fondamentale nell'evoluzione spirituale dell'autore; egli sperava che, unitamente alla Messa, questa Cantata diventasse un baluardo contro il declino della Chiesa come istituzione musicale considerando quanto la Chiesa stessa fosse stata in passato grande mecenate delle arti e della musica in particolare. 

## Analisi
La Cantata è scritta sulla base di alcuni versetti tratti dalle Lamentazioni di Geremia e precisamente da alcuni frammenti della prima, terza e quinta Elegia così come indicati nel testo della versione latina della Vulgata utilizzata dal compositore: De Elegia Prima, De Elegia Tertia (Querimonia, Sensus Spei, Solacium), De Elegia Quinta. Threni è una delle opere più rigorose di Stravinskij, sia nell'utilizzazione del metodo seriale, sia nella costruzione compositiva che si basa su un costante susseguirsi di richiami, di canoni di assoluta severità, di simmetrie architettoniche limpidissime. Stravinskij in questo lavoro dimostra di essere diventato pienamente padrone della tecnica dodecafonica; se in opere precedenti quali Canticum Sacrum e Agon gli appigli della tonalità erano ancora presenti, in Threni la totale osservanza seriale è presente fin dalle prime battute. Qualche pura suggestione medievale è tuttavia individuabile nei lenti passi gregorianeggianti. L'opera è fondata principalmente sull'elemento vocale che utilizza il latino con una sorta di martellamento sillabico soprattutto nelle parti corali. L'orchestra, seppure formata da numerosi strumenti, non raggiunge mai forti sonorità, ma realizza piuttosto contrapposizioni timbriche che danno al lavoro un aspetto disadorno e ascetico.

## Organico
Soprano, contralto, due tenori e due bassi solisti, coro misto; orchestra composta da due flauti, due oboi, corno inglese, due clarinetti (2° anche clarinetto contralto in Fa), clarinetto basso, sarrusofono, contrabbasso, quattro corni, bugle, flicorno in Si bemolle, tre tromboni, basso tuba, tam tam, timpani, arpa, celesta, pianoforte, archi.